# Vottignasco
Vottignasco – miejscowość i gmina we Włoszech, w regionie Piemont, w prowincji Cuneo.
Według danych na rok 2004 gminę zamieszkiwały 573 osoby, 71,6 os./km².